# Hockey Club Toblach-Dobbiaco
L'Hockey Club Toblach-Dobbiaco, noto anche come HC 3 Zinnen Dolomites per motivi di sponsorizzazione, è una squadra di hockey su ghiaccio di Dobbiaco.

## Storia
La squadra è stata fondata nel 1930, si tratta quindi di una delle più antiche società di hockey su ghiaccio italiane. Primo presidente sarà Hans Fuchs, che fu anche il fondatore dell'HC Toblach.
Come massimo risultato raggiunto in campionato, il Dobbiaco vanta la vittoria di 4 campionati di serie C. 
Nella stagione 2013/14 si iscrisse in Kärntner Elite Liga (quarto livello del campionato austriaco), stesso torneo al quale si iscrisse in quell'anno un altro team italiano, le Ice Hockey Aquile FVG. Il campionato verrà poi vinto dal Dobbiaco, sebbene nella gara decisiva per l'assegnazione del titolo (gara-5) al Dobbiaco verrà data la vittoria a tavolino per l'assenza della squadra ospite. L'anno seguente agli Icebears si affiancherà nel campionato austriaco anche la seconda squadra del Dobbiaco (denominata AHC Mammuts Toblach) che disputerà però la Division-2 della Kärntner Liga (mentre la prima squadra rimase iscritta nella Division-1). Nel 2017, per aumentare il numero di compagini iscritte nel campionato di Serie C (ora denominato Italian Hockey League - Division 1), la FISG impose alle squadre iscritte nella stagione precedente a campionati minori esteri (Varese Killer Bees in Svizzera, HC Bressanone e per l'appunto anche l'HC Dobbiaco che giocavano in Austria) di rientrare in Italia. Il Dobbiaco tuttavia alla fine non si iscriverà, ma lo farà l'anno successivo, iscrivendosi al torneo di Italian Hockey League - I Division 2018-2019.
Nella prima stagione, chiuse al primo posto il proprio girone della stagione regolare, ma ai play-off venne eliminata in semifinale. Nella stagione successiva, chiuse nuovamente al primo posto il proprio girone, ma i play-off vennero cancellati a causa della pandemia di COVID-19. La squadra centrò poi la promozione al termine della stagione 2020-2021 superando in finale il Valpellice Bulldogs.
Il club dell'Alta Pusteria alla sua prima stagione nella serie cadetta nazionale centra subito la qualificazione ai playoff dove verrà poi estromesso ai quarti di finale dal Caldaro.
Nel settembre 2024 cambia denominazione in HC 3 Zinnen Dolomites.

## Palmarès
- Serie C/IHL - Div. I: 4

1989-1990, 2008-2009, 2010-2011, 2020-2021
- Kärntner Elite Liga: 1

2013-2014

## Galleria d'immagini

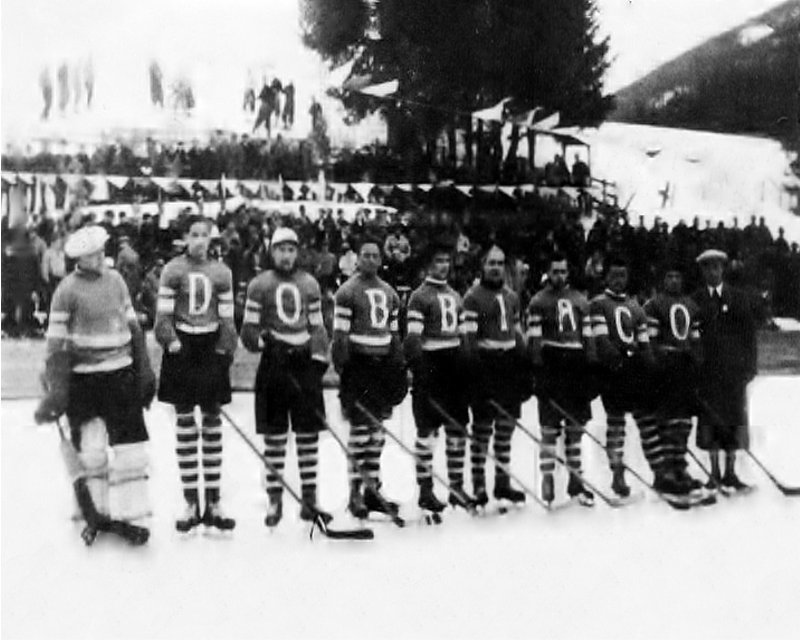
La squadra di hockey nel 1930
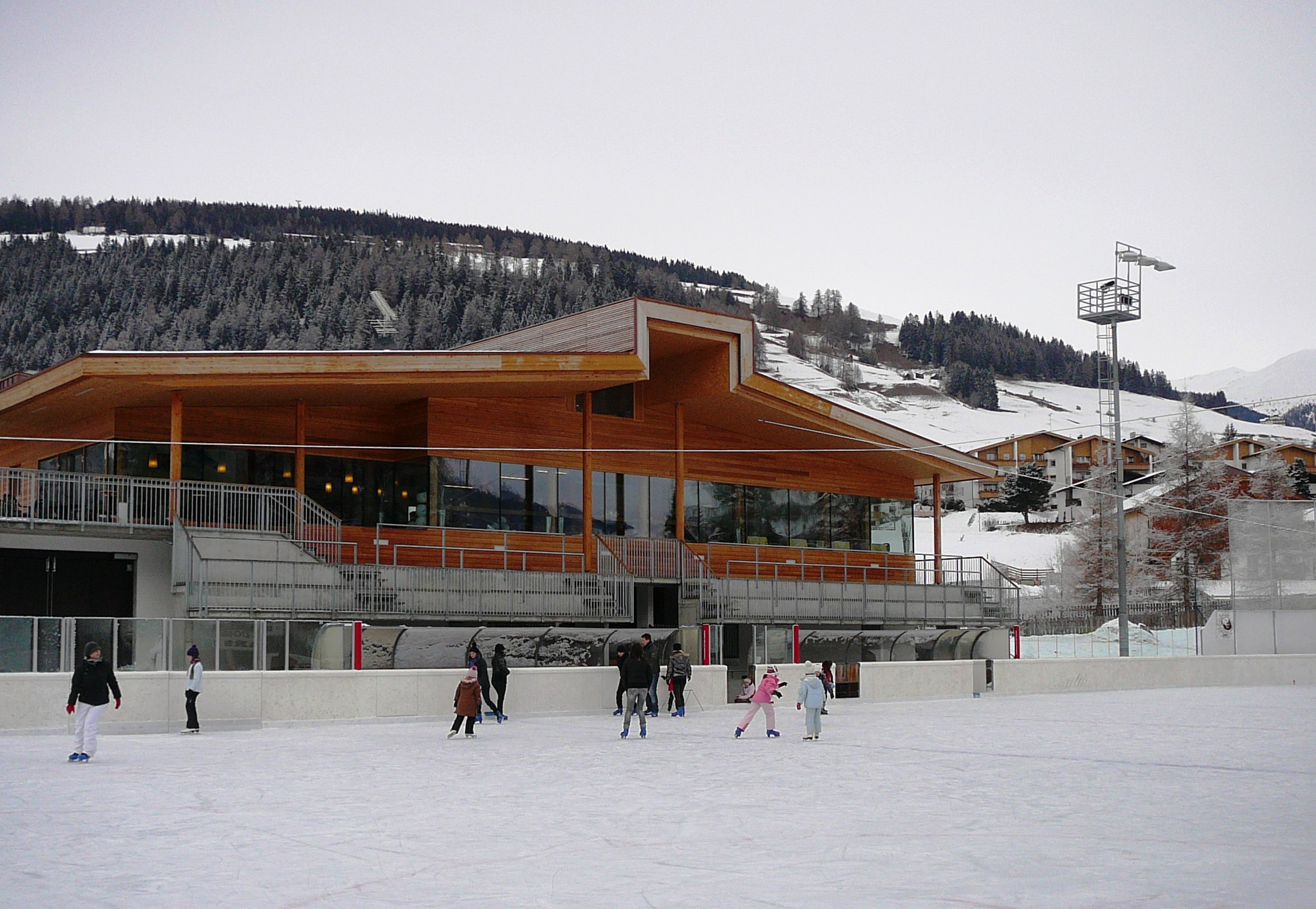
Il palazzetto del ghiaccio di Dobbiaco prima della copertura realizzata nel 2018